# Бретонно, Пьер Фидель
Пьер Фидель Бретонно (фр. Pierre Fidèle Bretonneau; 3 апреля 1778[…], Сен-Жорж-сюр-Шер — 18 февраля 1862[…], Пасси) — французский врач.

## Биография
Пьер Фидель Бретонно происходил из медицинской династии, с детских лет помогал своему отцу-врачу. Учился у своего дяди, который был кюре в деревне Шенонсо. В 1799 г. хозяйка Шенонсо Луиза Мари Мадлен Фонтен, известная своей дружбой с Жан-Жаком Руссо (и тем, что её внучка стала писательницей Жорж Санд), оплатила Бретонно курс обучения медицине в Париже. Вернувшись в Шенонсо, он работал здесь врачом на протяжении 15 лет, а в 1803—1807 гг. исполнял заодно и обязанности мэра. В 1815 г. Бретонно защитил диссертацию и был назначен директором больницы в Туре (в настоящее время названной его именем), занимая этот пост до 1838 г.
Несмотря на скромность занимаемых должностей, Бретонно внёс выдающийся вклад в современную ему медицину. Во время эпидемии брюшного тифа в 1816—1819 гг. он производил патологоанатомические исследования и обнаружил изменения на слизистой оболочке кишечника. В ходе другой эпидемии 1818—1821 гг. Бретонно дал первое доскональное клиническое описание дифтерии и предложил само название «дифтерит» (от греч. διφθέρα — содранная кожа). С именем Бретонно связано также введение в широкую хирургическую практику трахеотомии, изредка применявшейся и до него (28 успешных случаев трахеотомии описано в 1546—1825 гг.), но именно Бретонно и его непосредственным учеником Арманом Труссо проработанной детально.
Бретонно был дважды женат: в первый раз, в 1801 г., на компаньонке своей патронессы госпожи Фонтен Марии Терезе Адан (1755—1836), во второй раз, в 1856 г., на своей ученице и секретарше Софи Моро (1837—1918), племяннице ученика Бретонно Жака Жозефа Моро. Первая жена была его на 23 года старше, вторая — на 59 лет младше.